# Michel Fustier
Michel Fustier, né le 30 avril 1923 à Constantinople et mort le 27 février 2018 à Villeurbanne, est un écrivain, dramaturge, auteur pour enfants et professeur de Lettres français.

## Biographie
Il est né en 1923 à Constantinople, et mort le 27 février 2018 à Villeurbanne. Après des études littéraires, Michel Fustier occupe son premier poste en tant que directeur administratif d'une firme de produits chimiques « Gonnet et Cie », où il travaille sur l'introduction des techniques de Contrôle de Gestion, provenant des États-Unis. Il devient ensuite professeur à l'Institut de contrôle de gestion dans la ville de Paris, créé par le Commissariat à la productivité.

## Méthodologie de l'invention et la créativité
En liaison avec le cabinet d'ingénieurs  A.L.G.O.E, dirigé par J. C. Schalburg, il découvre ce que l'on appelle alors « les techniques de créativité ». Il les insère progressivement dans un processus général d'invention ou de résolution de problème. La créativité vient y retrouver l'analyse de la valeur et l’étude de motivation (entre autres), donnant naissance à une méthodologie générale de la découverte (de produits, de procédés de fabrication, d'organisation administrative etc.).
Il existe deux formes d'invention. La première, remontant à Francis Bacon et Claude Bernard, est la méthode scientifique qui permet de comprendre la nature et découvrir ses lois (observation, hypothèse, vérification...). La seconde est destinée à concevoir et à fabriquer les outils de la société, outils matériels (une automobile, un process industriel...) ou comportementaux (une façon d'agir, une procédure, une morale...). Cette seconde méthode n'a été, jusqu’au milieu du XXe siècle, que très empirique. Elle s'est formalisée à partir du moment où l'homme a dû fabriquer un nombre toujours croissant de solutions pratiques à ses problèmes, d'outils comme le CIRCEPT ou concept circulaire,, grâce auxquels on peut transformer la nature et  agir sur le monde : ce qui est précisément la vocation de l'entreprise. À la pointe de cette recherche, Michel Fustier écrit un livre en France sur la créativité dès 1971, L'Inventique. Il fait alors la rencontre d'Arnold Kaufmann, mathématicien, et d'Abraham Moles qui ajoutent à la démarche décrite la combinatoire. Ils écrivent, ensemble ou séparément, plusieurs ouvrages de méthodologie et animent de nombreux séminaires de formation.

## Le théâtre d'entreprise
Dans sa recherche d'outils nouveaux de formation et d'intervention, une troisième vocation se fait progressivement jour : le Théâtre. Le théâtre a souvent été employé par d'illustres pédagogues (voir la tradition juive, la pédagogie des jésuites, les Colloquia d'Érasme...). À la suite de nombreux échanges avec France-Culture et France-Inter, où nombre de ses pièces sont diffusées, en particulier par Pierre Billard (producteur des Maitres du mystère ou des Mille-et-un jours), Michel Fustier comprend, qu'à côté de l'enseignement, souvent abstrait, qui est dispensé aux ingénieurs et aux techniciens, il y a une place pour une phase plus ludique, plus affective et mieux mémorisée. Innovant complètement, il fonde alors une petite société de théâtre (Théâtre et Congrès) où il propose, clés en main, de courtes pièces de théâtre qui décrivent ce qui se passe dans le monde des affaires et permettent à l'entreprise de devenir consciente d'elle-même.
Pendant cinq ou six ans, seule alors sur ce marché, Théâtre et Congrès prospère. Quand cela est nécessaire, il écrit de nouvelles pièces sur mesure. De nombreux articles de presse saluent cette initiative (L'Événement, le Nouvel Observateur, etc). Nombre de ces pièces sont traduites en Anglais par une société de training londonienne, M.A.S.T. Organisation. Le 28 novembre 1991, The Times salue cette initiative sous le titre : Masterplays: Managers play many parts et le Herald Tribune : « Theatre says things that managers don't dare bring out in the open ». À la suite de quoi Tim Bannerman, un auteur et comédien anglais, lancera en Angleterre son  A.K.T. Productions.
De nos jours, le théâtre d'entreprises s'est développé et de nombreux comédiens et consultants ont suivi cette voie.

## Théâtre pour enfants
Michel Fustier se consacre désormais à l'écriture de pièces de théâtre sur le thème de personnages historiques ou légendaires comme le général Mac Arthur, Louis XIV, Jean Jaurès, Siegfried ou encore Élisabeth Stuart,,,,.
Ces pièces, libres d'utilisations sur le site théâtre enfant, sont destinées à un jeune public ou aux instituteurs et professeurs d'histoire souhaitant un support pédagogique supplémentaire à leurs cours.

## Œuvres

### Essais-Formations
- Dynamique de l'entreprise, Ed. Hommes et Techniques, 1967
- Imaginer l’entreprise, nouvelles perspectives du management, Collection ICG, Entreprise Moderne d’Édition, 1970[14]
- L'Inventique, en coll. avec A. Kaufmann, Entreprise moderne d'édition, 1971
- La logique de l'arbre, Éditions ALGOE, 1972
- Le conflit dans l'entreprise, Éditions E.S.F., 1975
- Exercices pratiques de créativité, Éditions S.M.E., 1975
- Techniques de diversification de l'entreprise, Ed. Hommes et Techniques, 1977
- La résolution de problèmes, Éditions E.S.F., 1980
- Pratique de la dialectique, Éditions E.S.F., 1980
- Exercices pratiques de communication, Dunod-Éditions d'Organisation, 2000
- Exercices pratiques de créativité, Dunod-Éditions d'Organisation, 2001

### Récits
- Les Aztèques à la cour de France, Éditions du Rocher, 1994[15]
- Une machine à faire des dieux, thebookedition, 2012

### Théâtre
- Ostinato, pièce en 1 acte pour un acteur violoniste, 1985[16]
- L'entreprise mise en pièces, Dunod-Éditions d'Organisation, 1989
- Sept comédies aiguës, Éditions lyonnaises d'art et d'histoire, 1991
- Nouvelles comédies aiguës, Éditions T.H.C, 1995
- Pièces historiques pour l'école primaire, Retz-Nathan, 1997
- Dialogue avec les grandes figures, Retz-Nathan, 1998
- Histoire caustique et illustrée de la bonne ville de Lyon, Ed. L'Antilope, 2002
- Petit Théâtre des Grands Personnages, Ed Le Sablier, 2002